# Nordvision
Nordvision er et mediesamarbejde mellem de fem nordiske public service-selskaber DR, NRK, Sveriges Television (SVT), Yleisradio (Yle) og RÚV. Kalaallit Nunaata Radioa (KNR) og Kringvarp Føroya (KVF) er associerede medlemmer. Samarbejde blev etableret i 1959.
Nordvisions hovedopgave er samproduktion af programmer og programudveksling. Programsamarbejdet i Nordvision koordineres ved syv program- og netværksgrupper. Nordvisions sekretariatet er i DR Byen i København.